# Şüşülü
Şüşülü – wieś w środkowo-zachodnim Azerbejdżanie, w rejonie Şuşa, na wysokości około 1424 metrów nad poziomem morza.